# Институт содержания и методов обучения
Институт содержания и методов обучения (ФГБНУ «Институт содержания и методов обучения) — ведущий институт теоретического профиля в составе Российской академии образования, в котором проводятся фундаментальные исследования по наиболее перспективной педагогической и междисциплинарной тематике, охватывающей в силу своей инвариантности и общности основные звенья непрерывного образования. Осознается при этом важность практико-ориентированной направленности разрабатываемых проблем, использования результатов исследований на разных уровнях образовательной практики.

## История
В соответствии с Постановлением Совета народных комиссаров РСФСР от 14 февраля 1944 года N 138 и уставом АПН РСФСР был создан Научно-исследовательский Институт теории и истории педагогики как одно из первых научно-исследовательских учреждений, созданной в 1943 году Академии педагогических наук. В 1970 году он был реорганизован в НИИ общей педагогики. В дальнейшем часто менял своё название, опять стал НИИ теории и истории педагогики, затем Институт теоретической педагогики и международных исследований в образовании, Институт теории образования и педагогики и с 2004 г. — Институт теории и истории педагогики РАО.
В Институте работали видные учёные-педагоги: Данилов М. А., Занков Л. В., Скаткин М. Н., Жураковский Г. Е., Атутов П. Р., Шахмаев Н. М., Лернер И. Я. Институт возглавляли на разных этапах его работы: Свадковский И. Ф., Константинов Н. А., Петров Н. А., Есипов Б. П., Арсеньев А. М., Королев Ф. Ф., Кондаков М. И., Пискунов А. И., Ильина Т. А., Малькова З. А., Гершунский Б. С., Додонов В. И.
1 апреля 2015 года к Институту теории и истории педагогики присоединено 4 НИИ РАО (Институт инновационной деятельности в образовании РАО, Институт содержания и методов обучения РАО, Институт образовательных технологий РАО, Институт стратегических исследований в образовании РАО), а сам институт преобразован Институт стратегии развития образования РАО.
В январе 2023 года к Институту присоединен Институт художественного образования и культурологии РАО, созданный в результате объединения Института художественного образования РАО и Института культурологии образования РАО.
В октябре 2024 года Институт переименован в Институт содержания и методов обучения.

## Лаборатории
1. Отдел философии образования и методологии педагогики (Лукацкий Михаил Абрамович, зав. Отделом, член-корреспондент РАО, д.п.н., проф.)
2. Лаборатория дидактики (Осмоловская Ирина Михайловна, зав. лаб., д.п.н.)
3. Отдел теории воспитания (Селиванова Наталья Леонидовна, зав. Отделом, член-корреспондент РАО, д.п.н., проф.)
4. Отдел истории педагогики и образования (Богуславский, Михаил Викторович, зав. Отделом, д.п.н., проф., член-корреспондент РАО)
5. Лаборатория исследования образования и педагогики в зарубежных странах (Савина Алиция Казимировна, зав. лаб., д.п.н.)
6. Лаборатория педагогической компаративистики (Тагунова Ирина Августовна, зав. лаб., д.п.н.)
7. Лаборатория педагогических измерений (Найдёнова Наталья Николаевна, зав. лаб., к.п.н.)
8. Отдел теории непрерывного образования
9. Лаборатория теоретико-методологических основ непрерывного образования (Орешкина Анна Константиновна, зав. лаб., д.п.н., доц.)
10. Лаборатория социально-экономических и региональных проблем непрерывного образования (Ломакина Татьяна Юрьевна, зав. лаб., д.п.н., проф.)

## Наука
На настоящий момент Институт развивает следующие приоритетные направления исследований:
- проблемы истории и теории психологии;
- методологические проблемы и фундаментальные закономерности психического развития человека в современных условиях
- психологические основы развивающего образования;
- психологические основы духовно-нравственного воспитания человека;
- психология возрастного развития детей в семье, в школе и вне школы;
- психологическая диагностика;
- подготовка и повышение психологической квалификации педагогов и управленцев образования;
- психологические основы профессионального становления;
- психологическая служба в образовании;
- психология одаренности;
- психология индивидуальных различий, психогенетика;
- психотерапия и психологическая реабилитация;
- этика и психология семейной жизни.

## Служба депонирования
Служба депонирования научных работ при ИТИП РАО является единственным в Российской Федерации отраслевым органом депонирования рукописей по педагогике и психологии.
Депонирование (передача на хранение) — особый вид публикации научных работ (статей, обзоров, монографий, сборников научных трудов, материалов научных мероприятий — конференций, симпозиумов, съездов, семинаров) узкоспециального профиля, разрешенных в установленном порядке к открытому опубликованию, которые нецелесообразно издавать полиграфическим способом печати, а также работ, информация о которых необходима для утверждения их приоритета. При этом автор сохраняет за собой право публикации материалов депонированных работ в научных изданиях с уведомлением издающей организации (издательство, редакция журнала и т. д.) о депонировании рукописи в ИТИП РАО. Депонирование предусматривает прием, учёт, регистрацию, хранение научных работ, оформление справки о депонировании рукописей, размещение информации о них в Реферативных сборниках рукописей по педагогике и образованию ИТИП РАО
- Служба депонирования Архивная копия от 4 августа 2011 на Wayback Machine

## Награды
- Благодарность Президента Российской Федерации (4 января 2024 года) — за заслуги в области образования и многолетнюю добросовестную работу[2]

## Известные сотрудники
- Новиков, Александр Михайлович (1941—2013), д.п.н., проф., академик РАО